# Maureen Raymo
Maureen E. Raymo (Los Angeles, 1959) è una climatologa e geologa statunitense.
È co-fondatrice della Columbia Climate School, direttrice del Lamont-Doherty Earth Observatory della Columbia University, docente di scienze della terra e ambientali e direttrice del Lamont-Doherty Core Repository presso il Lamont-Doherty Earth Observatory della Columbia University. È la prima donna, nonché prima climatologa, a dirigere l'istituto.
Raymo ha svolto un lavoro pionieristico sulle ere glaciali, sulla registrazione della temperatura geologica e sul clima, esaminando e teorizzando il raffreddamento e il riscaldamento del globo e le transizioni nei cicli dell'era glaciale. Il suo lavoro è alla base delle idee fondamentali della paleoceanografia, tra cui l'ipotesi del sollevamento degli agenti atmosferici, il "problema dei 41.000 anni", il paradosso del livello del mare del Pliocene e lo stack Lisiecki-Raymo δ18O.
Nel 2014 è stata la prima donna a vincere la Medaglia Wollaston per la geologia.

## Biografia
Raymo si è laureata in geologia presso l'Università Brown nel 1982, e nel 1985 ha conseguito il Master of Arts in geologia alla Columbia University, seguito dal dottorato di ricerca nel 1989.
È nota per il suo contributo (insieme a William Ruddiman e Philip Froelich) all'ipotesi Uplift-Weathering, secondo cui il sollevamento tettonico di aree come l'altopiano tibetano avrebbe contribuito al raffreddamento della superficie. Durante le fasi di formazione delle catene montuose, in superficie sono presenti molti minerali che possono interagire chimicamente con l'anidride carbonica. Durante il processo di alterazione chimica si ha una netta rimozione di CO 2 dall'atmosfera, a seguito della quale la temperatura al suolo diminuisce. Lei e i suoi colleghi inizialmente avevano ipotizzato che la misurazione delle proporzioni degli isotopi di stronzio (Sr) nei sedimenti oceanici profondi avrebbe potuto validare l'ipotesi Uplift-Weathering, ma presto riconobbero che esistevano ambiguità nelle fonti di Sr nell'oceano. A distanza di oltre vent'anni, l'ipotesi continua ad essere dibattuta e studiata.

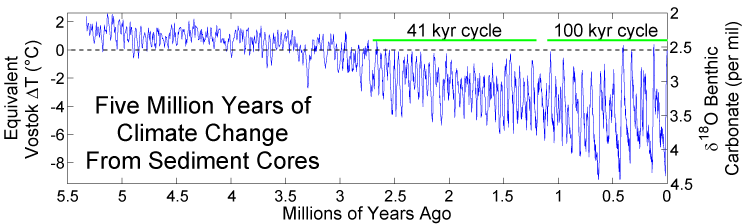
Ricostruzione degli ultimi 5 milioni di anni di storia del clima, basata sul frazionamento degli isotopi di ossigeno nei nuclei di sedimenti di acque profonde (che funge da proxy per la massa globale totale delle calotte glaciali), adattata a un modello di forzatura orbitale (Lisiecki e Raymo 2005) e alla scala di temperatura derivata dai core di ghiaccio di Vostok secondo Petit et al. (1999).

Raymo è anche nota per il suo lavoro interdisciplinare, in particolare utilizzando la paleoceanografia per comprendere meglio la circolazione termoalina e il ritmo delle ere glaciali nel Pleistocene e nel Pliocene e come si collegano ai cambiamenti nella forzatura orbitale e alle dinamiche climatiche di Milanković. Raymo, insieme alla sua collaboratrice Lorraine Lisiecki, ha dato importanti contributi alla scienza del paleoclima e alla stratigrafia mediante l'analisi degli isotopi di ossigeno dei foraminiferi da campioni di sedimenti oceanici profondi, inclusa la pubblicazione del record dello stack di isotopi dell'ossigeno stabile dei foraminiferi bentonici LR04 da 5 milioni di anni ampiamente utilizzato.

## Premi e riconoscimenti
- Nel 2002 è stata inserita dalla rivista illustrata Discover in un elenco delle 50 donne più importanti nella scienza.[6]
- Nel 2007 è eletta membro dell'American Association for the Advancement of Science.
- Nel 2011 è eletta membro dell'American Geophysical Union.
- Nel 2016 è stata eletta membro dell'Accademia nazionale delle scienze degli Stati Uniti.[5]
- Nel 2014 è stata la prima donna a ricevere la prestigiosa Medaglia Wollaston, il più alto riconoscimento della Geological Society of London[9][16] e la medaglia Milutin Milankovic all'European Geosciences Union per il suo lavoro nel risolvere i grandi problemi della paleoclimatologia.[17]
- Nel 2019 è stata insignita della Maurice Ewing Medal dall'American Geophysical Union.[18]